# العلاقات الأسترالية السنغافورية
العلاقات الأسترالية السنغافورية هي العلاقات الثنائية التي تجمع بين أستراليا وسنغافورة.

## مقارنة بين البلدين
هذه مقارنة عامة ومرجعية للدولتين:
| وجه المقارنة                                              | أستراليا                                   | سنغافورة                                                             |
| --------------------------------------------------------- | ------------------------------------------ | -------------------------------------------------------------------- |
| المساحة (كم2)                                             | 7.69 مليون                                 | 719                                                                  |
| عدد السكان (نسمة)                                         | 24.51 مليون                                | 5.89 مليون                                                           |
| الكثافة السكانية (ن./كم²)                                 | 3.19                                       | 819.19 ألف                                                           |
| العاصمة                                                   | كانبرا، ملبورن                             | سنغافورة                                                             |
| اللغة الرسمية                                             | لغة إنجليزية                               | لغة إنجليزية، اللغة الملايو، اللغة الصينية القياسية، اللغة التاميلية |
| العملة                                                    | دولار أسترالي، جنيه إسترليني، جنيه أسترالي | دولار سنغافوري                                                       |
| الناتج المحلي الإجمالي (بليون دولار)                      | 1.32 تريليون                               | 323.91 مليار                                                         |
| الناتج المحلي الإجمالي (تعادل القوة الشرائية) بليون دولار | 1.10 تريليون                               | 472.59 مليار                                                         |
| الناتج المحلي الإجمالي الاسمي للفرد دولار أمريكي          | 56.31 ألف                                  | 52.89 ألف                                                            |
| الناتج المحلي الإجمالي للفرد دولار أمريكي                 | 45.92 ألف                                  | 82.76 ألف                                                            |
| مؤشر التنمية البشرية                                      | 0.939                                      | 0.925                                                                |
| رمز المكالمات الدولي                                      | +61                                        | +65                                                                  |
| رمز الإنترنت                                              | .au                                        | .sg                                                                  |
| المنطقة الزمنية                                           |                                            | ت ع م+08:00، توقيت سنغافورة المنسق ‏                                  |

## منظمات دولية مشتركة
يشترك البلدان في عضوية مجموعة من المنظمات الدولية، منها:
| علم المنظمة | اسم المنظمة                                      | تاريخ انضمام أستراليا | تاريخ انضمام سنغافورة |
| ----------- | ------------------------------------------------ | --------------------- | --------------------- |
|             | منتدى آسيان الإقليمي ‏                            | ?                     | ?                     |
|             | الاتحاد البريدي العالمي                          | ?                     | ?                     |
|             | بنك التنمية الآسيوي                              | 1966                  | 1966                  |
|             | يونسكو                                           | 4 نوفمبر 1946         | 8 أكتوبر 2007         |
|             | البنك الدولي للإنشاء والتعمير                    | 5 أغسطس 1947          | 3 أغسطس 1966          |
|             | أسيان                                            | ?                     | 8 أغسطس 1967          |
|             | منظمة الشرطة الجنائية الدولية                    | ?                     | ?                     |
|             | الأمم المتحدة                                    | 1 نوفمبر 1945         | 21 سبتمبر 1965        |
|             | منتدى التعاون الاقتصادي لدول آسيا والمحيط الهادئ | 6 نوفمبر 1989         | 6 نوفمبر 1989         |
|             | مؤسسة التنمية الدولية                            | 24 سبتمبر 1960        | 27 سبتمبر 2002        |
|             | المنظمة الهيدروغرافية الدولية                    | ?                     | ?                     |
|             | منظمة التجارة العالمية                           | ?                     | ?                     |
|             | وكالة ضمان الاستثمار متعدد الأطراف               | 10 فبراير 1999        | 24 فبراير 1998        |
|             | دول الكومنولث                                    | ?                     | ?                     |
|             | الاتحاد الدولي للاتصالات                         | 27 مايو 1878          | 22 أكتوبر 1965        |
|             | مؤسسة التمويل الدولية                            | 20 يوليو 1956         | 4 سبتمبر 1968         |
|             | منظمة حظر الأسلحة الكيميائية                     | ?                     | ?                     |
|             | المركز الدولي لتسوية المنازعات الاستشارية        | 1 يونيو 1991          | 13 نوفمبر 1968        |

## أعلام
هذه قائمة لبعض الشخصيات التي تربطها علاقات بالبلدين:
- باتريك غروف (رائد أعمال أسترالي، 30 أبريل 1975 – )
- بيتر سينيور (لاعب غولف أسترالي، 31 يوليو 1959 – )
- تشارلي تيو (24 ديسمبر 1957 – )
- جيسيكا غوميز (عارضة أسترالية، 25 سبتمبر 1985 – )
- ريان إدواردز (لاعب كرة قدم سنغافوري، 17 نوفمبر 1993 – )
- كاميرون إدواردز (لاعب كرة قدم أسترالي، 27 مارس 1992[28] – )

## وصلات خارجية
- موقع وزارة الخارجية الأسترالية
- موقع وزارة الخارجية السنغافورية